# Central Desert Region
Central Desert Region ou en français Région du désert central est une zone de gouvernement local du Territoire du Nord en Australie, administrée par le Conseil régional du désert central (anciennement Central Desert Shire). 
Les principales villes du Conseil sont Ti-Tree, Yuendumu et Lajamanu. La région couvre une superficie de 281 312 kilomètres carrés et comptait 4 208 habitants en juin 2018.

## Histoire
En octobre 2006, le gouvernement du Territoire du Nord annonce la réforme des zones de gouvernement local dont l'intention est d'améliorer et d'étendre la prestation de services aux villes et communautés du Territoire du Nord en créant onze nouveaux comtés. Le Central Desert Shire est créé le 1er juillet 2008.
Les élections des conseillers ont lieu le 25 octobre 2008. Le président (maire) du Conseil régional du désert central est Adrian Dixon et le vice-président est Warren Williams depuis le 28 août 2017.
Une grande partie de la zone du conseil n'a pas été constituée en société et plusieurs conseils de gouvernement communautaire ont fusionné dans la région du désert central : Anmatjere CGC, Arltarlpilta CGC, Lajamanu CGC et Yuendumu CGC. 
Les modifications apportées à la législation sur le gouvernement local du Territoire du Nord de 2013 changent le nom de Shire en conseils régionaux et ainsi le Central Desert Shire est devenu le Central Desert Regional Council avec effet au 1er janvier 2014.
Le Conseil régional du désert central est divisé en quatre quartiers, qui sont gouvernés par 12 conseillers :
- Tanami du Nord (2)
- Tanami du Sud (4)
- Anmatjere (4)
- Akityare (2)

## Localités
- Anatye[3]
- Anmatjere (en partie)
- Chilla Well
- Gurindji
- Hart
- Lake Mackay (en partie)
- Sandover (en partie)
- Tanami
- Ti-Tree

## Communautés
- Atitjere[4]
- Engawala
- Lajamanu
- Laramba
- Nyirripi
- Willowra
- Wilora
- Yuelamu
- Yuendumu